# Лис Володимир Савович
Володимир Савович Лис (нар. 26 жовтня 1950, хутір поблизу села Згорани, Волинська область) — український журналіст, драматург, письменник. Відомий також як народний синоптик.

## Життєпис
1977 року закінчив факультет журналістики Львівського державного університету імені Івана Франка. Служив у війську, працював журналістом у районних газетах Волині, Хмельниччини, Херсонщини, Рівненщини, у волинській молодіжці, завідував літературною частиною Рівненського музично-драматичного театру. Нині редактор відділу державного будівництва незалежної громадсько-політичної газети «Волинь».

У літературі дебютував як драматург, п'ять його п'єс було поставлено в різних театрах України, на українському радіо. Як прозаїк заявив про себе 1985 року. Член Національної спілки письменників України та Асоціації українських письменників. Довгий час був поза письменницькими організаціями, але, як каже сам: 
| | \| до АУП мене рекомендував Тарас Федюк, який тоді був її президентом, а до НСПУ вступив 2004 року — на знак протесту проти того, що тодішній режим виробляв зі Спілкою[3]. \| |
| до АУП мене рекомендував Тарас Федюк, який тоді був її президентом, а до НСПУ вступив 2004 року — на знак протесту проти того, що тодішній режим виробляв зі Спілкою. | |

- Заступник голови облдержадміністрації Олександр Курилюк у 2012 долучався до участі в національному проєкті «Україна читає дітям» — чиновник цитував у дитячій бібліотеці витяги з роману «Століття Якова» волинського письменника Володимира Лиса. Роман здобув перемогу у національному конкурсі «Коронація слова» у статусі «Найкращий роман десятиліття».

«Ця історія проста і задушевна, вона зрозуміла для читачів будь-якого віку: в ній такі поняття як кохання, совість, доброта, співучасть, зрада, кара. Окрім того, твір містить надзвичайно виразний місцевий колорит. У двох сотнях сторінок — сто років української історії та сто років життя окремої людини з непростою долею. У якій — трагедії і щастя, надія і зневіра, любов і ненависть, війна і мир», — розповів Олександр Курилюк.
Він зачитав окремі уривки роману, завершивши такою простою для слуху та розуміння цитатою: «Серед страшної кривавиці стоїть він, простий, тико й того, що трохи грамотний поліщук Яків Мех, по-вуличному Цвіркун. Стоїть альбо рухається то в їден бік, то в другий. Його переставляють, мов пішака на якійсь дошці незбагненної гри чи, гірше того — задмухують, як мураху, що от-от можуть роздушити. Він сам рушає посеред тої смертельної крутаниці, намагаючись вижити і втекти. Втекти й вижити».
В кінці липня 2014 року під час заходу «Згоранська ватра» прихильники Росії, що відпочивали на Шацьких озерах, розмовляли про учасників національно-патріотичного табору, виражаючи відверту неповагу: «А потом их повели на обед. Наверное, человечиной кормили. Они же там ничего другого не едят» — про учасників «Згоранської ватри», яка відбувалася 26-27 липня. Володимир Лис відреагував на грубу репліку, зробивши відпочивальникам зауваження, у відповідь отримав удар кастетом та інші фізичні ушкодження.

## Родина
Дружина — поетеса Гуменюк Надія Павлівна.

## Твори
Автор романів
- «Айстри на зрубі»,
- «І прибуде суддя»,
- «Камінь посеред саду»,
- «Маска»,
- «Острів Сильвестра»,
- «Продавець долі»,
- «Романа»,
- «Графиня»,
- «Століття Якова»,
- «Соло для Соломії».

Побачили світ книги «Володимир Лис про Сократа, Данила Галицького, Фернандо Магеллана, Ісаака Ньютона, Шарлотту, Емілі, Енн Бронте», «Господар нашого двору» (п'єса), «Таємна кухня погоди» (книга народного синоптика).
За романом «Століття Якова» знято історичний мінісеріал.

## Відзнаки
- Перша Премія на республіканському конкурсі творів про молодь (за повість «Там, за порогом»)
- Лауреат Всеукраїнського конкурсу «Коронація слова» (2000, 2001, 2003 роки)
- Людина року Волинського краю у номінації «Професіонал року» (2004)
- Лауреат Першої Премії І-го Всеукраїнського конкурсу оригінальної радіоп'єси «Відродимо забутий жанр» (2007) за п'єсу «Полювання на брата»
- Лауреат літературно-мистецької премії імені Агатангела Кримського (2007)
- Володар Гран-прі Всеукраїнського конкурсу «Коронація слова» за роман «Острів Сильвестра» (2008)
- Кавалер ордена «За заслуги» III ступеня (2009)
- Володар Гранд-коронації Всеукраїнського конкурсу «Коронація слова» за роман «Століття Якова» (2010)
- «Митець року» на «Людина року Волинського краю — 2010»